# Doktorwerder

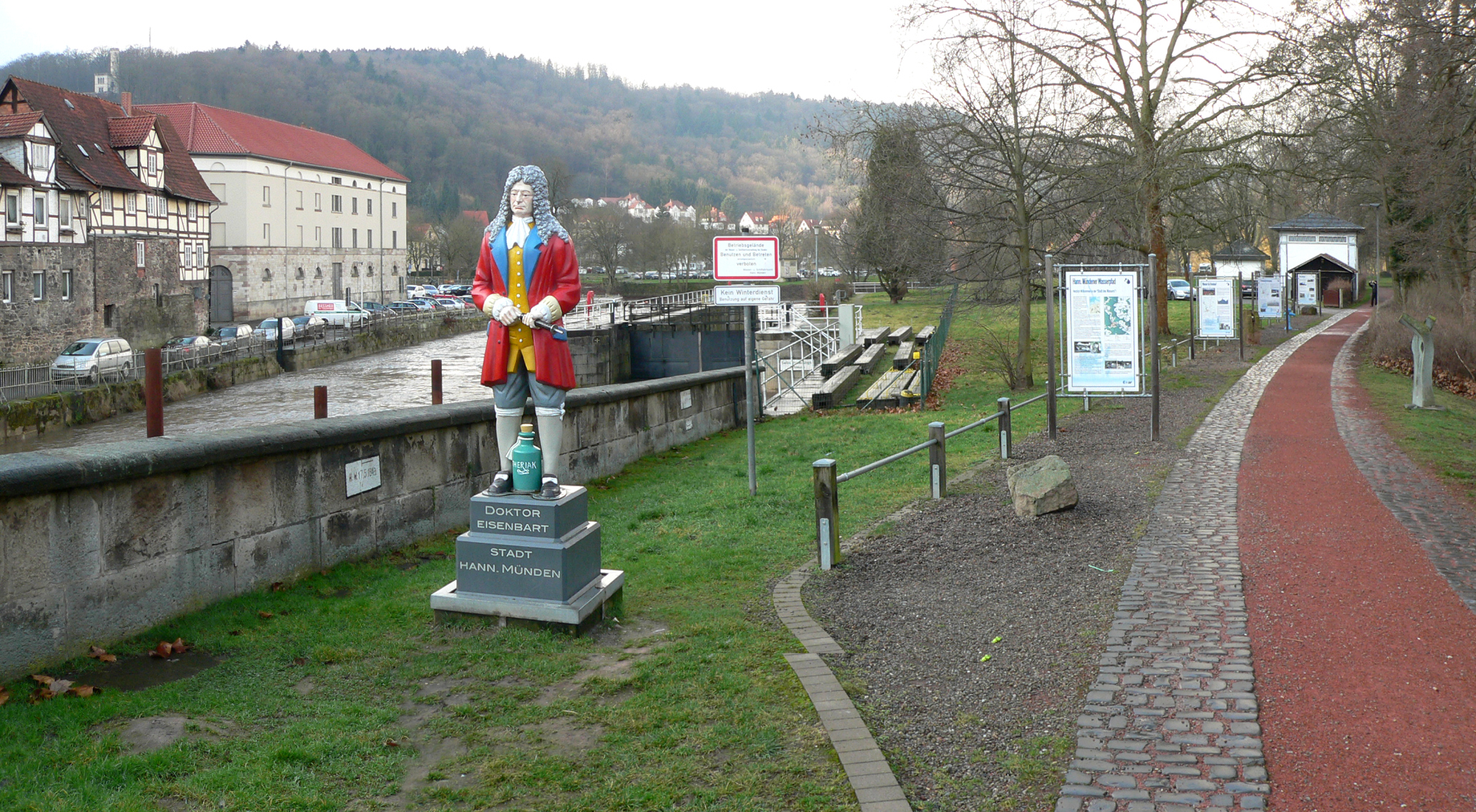
Eingang von der Alten Werrabrücke zum Doktorwerder mit der Figur des Doktor Eisenbarth

Der Doktorwerder ist eine Flussinsel der Werra am Rande der Innenstadt von Hann. Münden in Südniedersachsen. Er liegt unmittelbar vor dem Zusammenfluss von Werra und Fulda zur Weser. Der als Parkanlage gestaltete Werder ist über die Alte Werrabrücke zugänglich.

## Beschreibung
Der Doktorwerder ist eine langgestreckte Insel von etwa 250 Meter Länge bei einer Breite von etwa 70 Meter. Er liegt in der Talaue des Zusammenflusses von Fulda und Werra. Ursprünglich war dies eine Sumpflandschaft, in der sich durch Flussanschwemmungen erhöhte Stellen, wie der Doktorwerder, der Blümer Werder, der Tanzwerder und der Eselwerder, gebildet haben. Altstadtseitig befindet sich auf dem Werder eine kleine Schleuse des Wasserstraßen- und Schifffahrtsamtes Hann. Münden für die Schifffahrt. Die Insel ist heute eine frei zugängliche Parkanlage mit Rasenflächen und Baumbestand. Darin steht das denkmalgeschützte Borkenhaus, dessen Fassade mit Borke verkleidet ist und das ursprünglich als Kapelle genutzt wurde. Außerdem gibt es auf der Insel ein Badehaus aus dem 19. Jahrhundert. Auf der Insel befindet sich ein Skulpturenpark mit Werken des Mündener Bildhauers Heinz Detlef Wüpper. An der Inselspitze steht ein Denkmal zur Gründung des Mitteldeutschen Sängerbundes im Jahr 1839. Einer der fünf Pfeiler der Alten Werrabrücke (der zweite von Süden) ruht auf dem östlichen Ende der Insel. Am Zugang des Doktorwerders an der Werrabrücke ist seit 2013 eine überlebensgroße Figur des Handwerkschirurgen Doktor Eisenbarth aufgestellt. Dort beginnt der Themenpfad „Wasser“, der zur EXPO 2000 angelegt worden ist. Darüber hinaus stehen auf der Flussinsel Werke des Kunstprojektes „3 Räume – 3 Flüsse“, das von 1998 bis 2000 stattfand und das ebenfalls im Zusammenhang mit der EXPO 2000 stand.

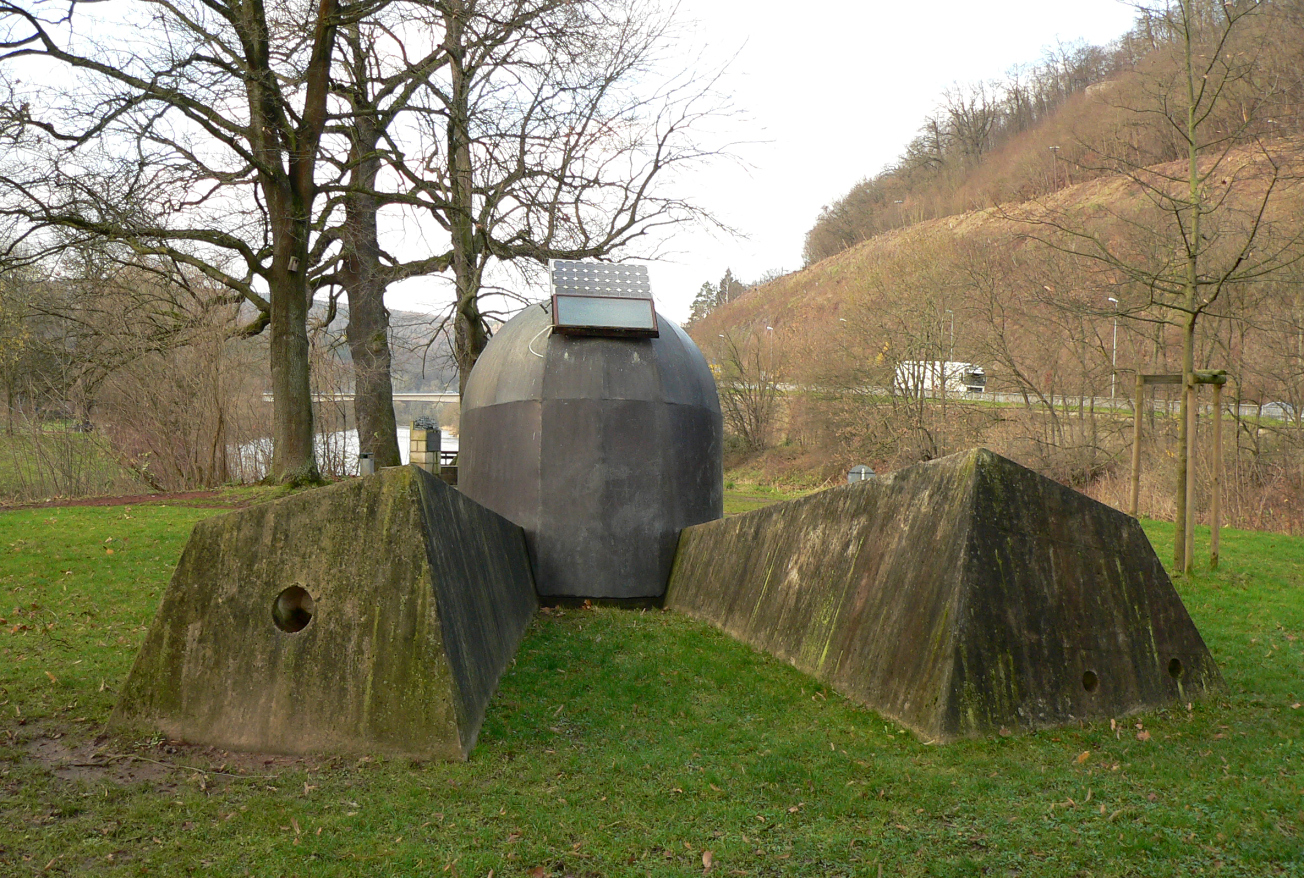
Skulptur „o. Titel“ von ManfreDu Schu zur EXPO 2000
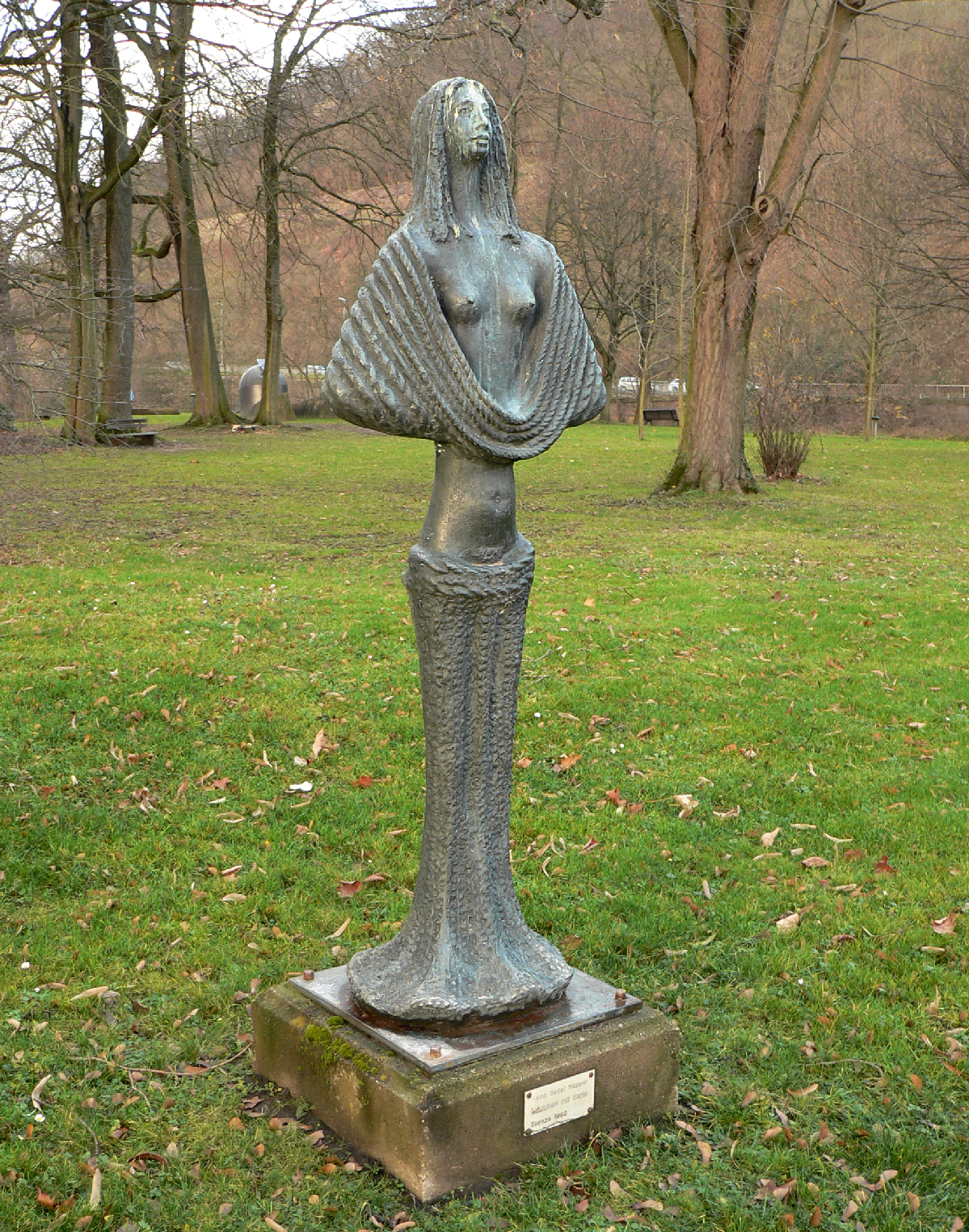
„Mädchen mit Stola“ von Heinz Detlef Wüpper
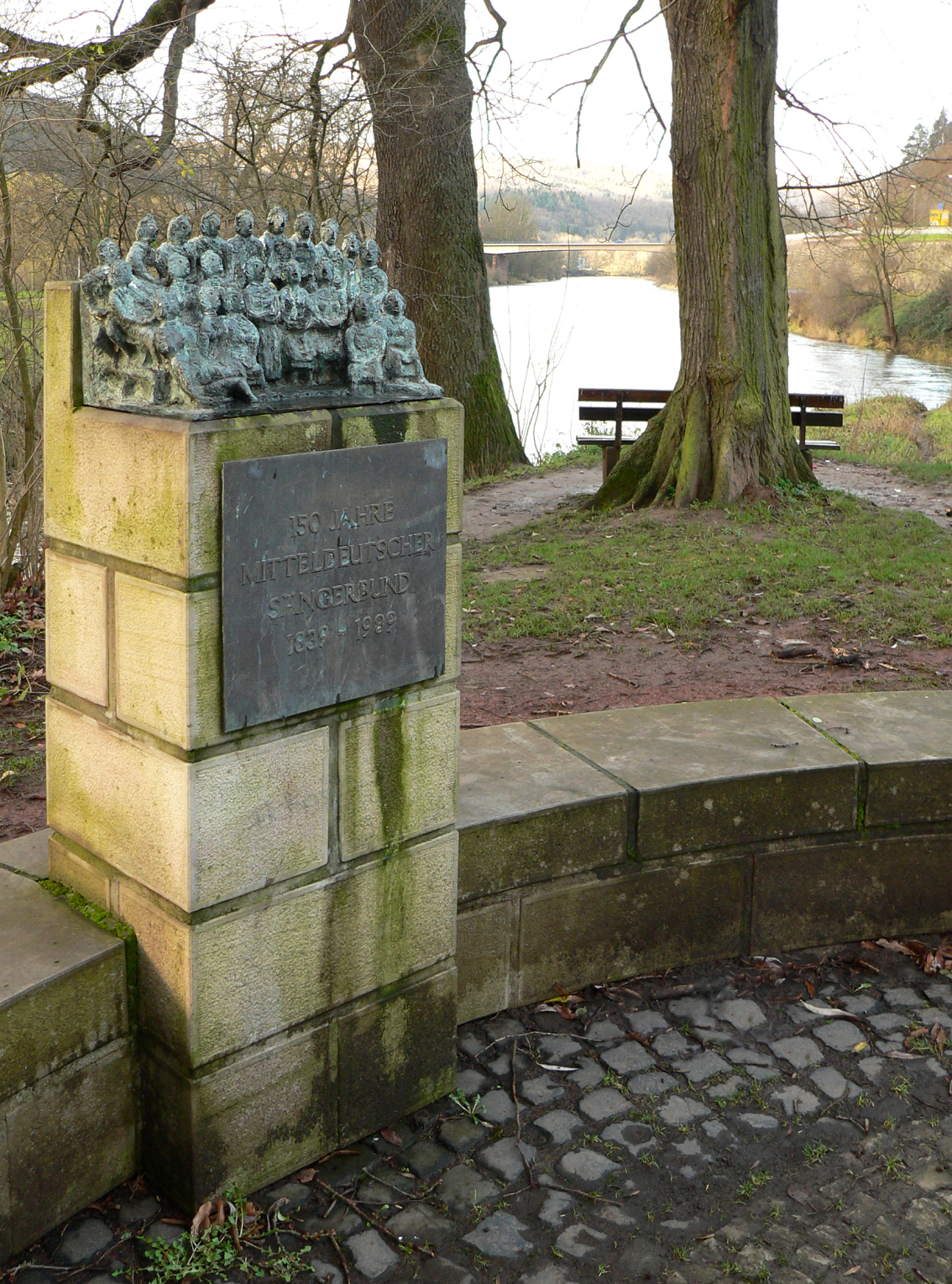
Denkmal zum Mitteldeutschen Sängerbund 1839–1989
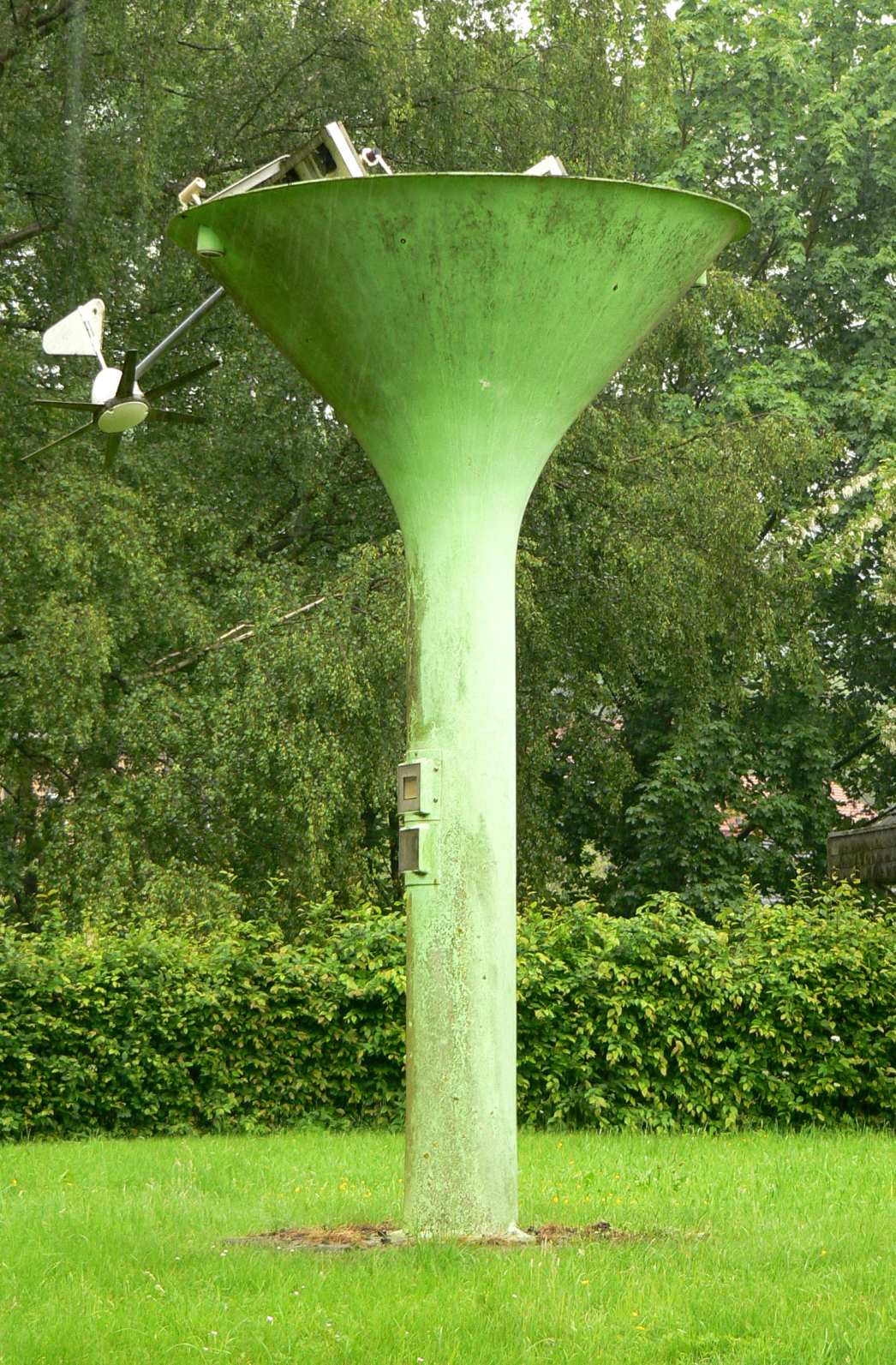
Skulptur „Pof No. 83“ von Fabrice Hybert zur EXPO 2000

## Name
Die Stadt Münden überließ den Werder in Erbpacht oder durch Verkauf einzelnen Bürgern, deren Namen er dann trug. 1397 wird der Werder erstmals urkundlich erwähnt, als ein Johann von Scheden ihn erwarb und er als Schedisches Werder und Scheden Werder bezeichnet wurde. Für die Zeit von 1409 bis 1876 sind 10 verschiedene Namen für die Flussinsel bekannt. Nachdem der Mündener Kaufmann und Kaffeegroßhändler Friedrich-Karl-Wilhelm Freytag 1798 den Werder erworben hatte, trug die Flussinsel den Namen Freitagsche.
Die heutige Benennung des Doktorwerders beruht nicht, wie zu vermuten wäre, auf dem 1727 in Münden verstorbenen Doktor Eisenbarth, sondern auf dem Arzt Dr. Lachmund. Er erwarb den Werder 1841. Später kam der Zuckerfabrikant Eduard Wüstefeld (1813–1888) in den Besitz des Werders, der dann Wüstenfeldscher Werder hieß.

## Geschichte

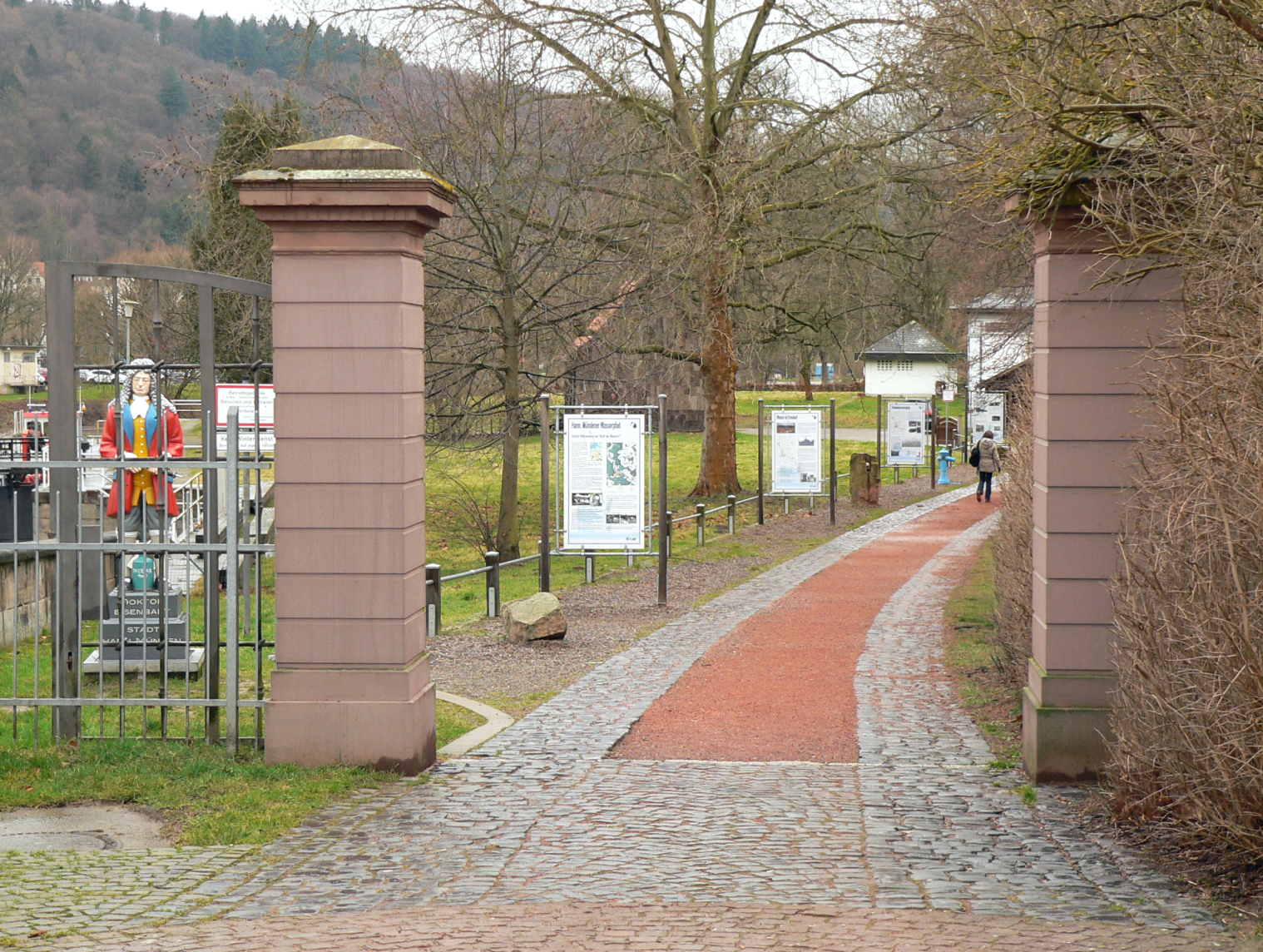
Eingangstor von der Alten Werrabrücke zum Doktorwerder

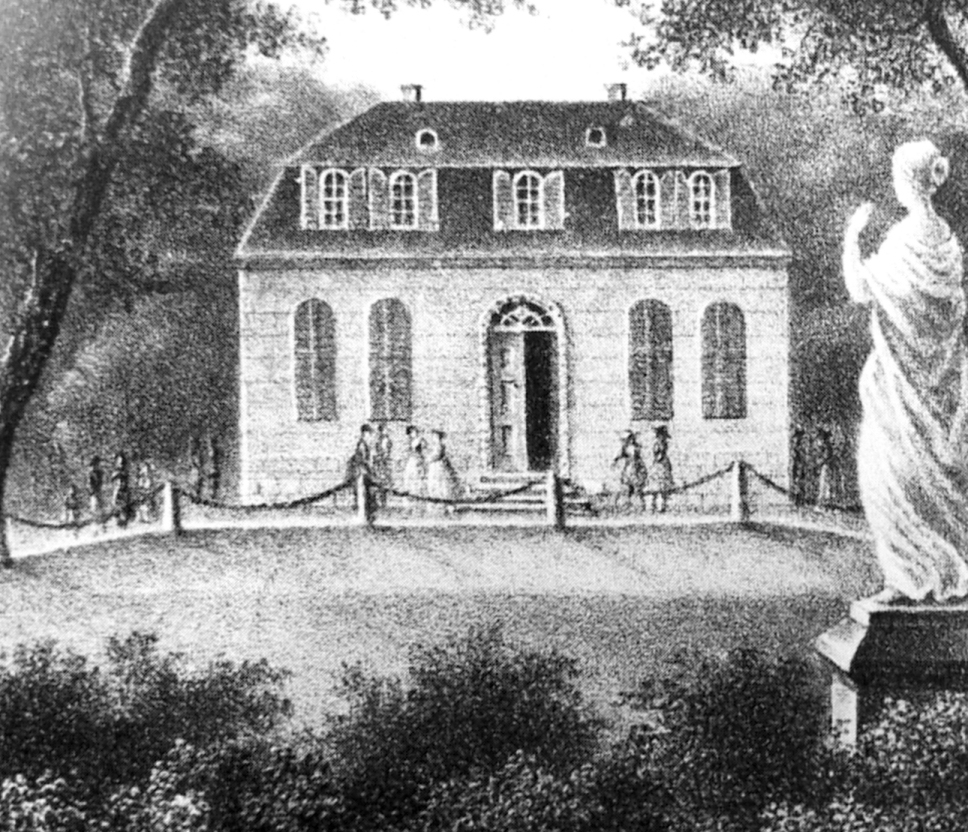
Das um 1800 vom Kaufmann Friedrich-Karl-Wilhelm Freytag erbaute Schlösschen auf dem Doktorwerder, um 1850

1776 wurden auf dem Doktorwerder hessische Soldaten verladen, die beim Soldatenhandel unter Landgraf Friedrich II. von Hessen-Kassel zur Teilnahme am Amerikanischen Unabhängigkeitskrieg vermietet wurden. Darunter befand sich 1781 auch der Schriftsteller Johann Gottfried Seume.
1798 hatte der Mündener Kaufmann und Kaffeegroßhändler Friedrich-Karl-Wilhelm Freytag den Doktorwerder erworben. Er machte ihn durch Aufschüttungen über die alte Werrabrücke zugänglich und ließ die Insel in eine Parkanlage umwandeln. Darin errichtete er ein Schlösschen im Rokoko-Stil, bei dem das Schlösschen Schönburg als Vorlage diente. 1808 ließ Freytag darauf das Borkenhaus als katholische Privatkapelle für seine Frau errichten. 1812 besichtigte König Jérôme Bonaparte während eines Besuchs in Münden die Flussinsel.
1829 übernahm der Gastwirt Christian Erich Meyer den Werder und richtete eine Gastwirtschaft mit Kaffeegarten ein, wodurch er öffentlich zugänglich wurde. In dieser Zeit hieß die Flussinsel Meyerscher Werder. Nachdem der Dichter Franz von Dingelstedt den Werder 1837 besucht hatte, beschrieb er ihn ausführlich in seinem 1839 erschienenen Wanderbuch.
Ab 1841 gehört der Werder dem Arzt Dr. Lachmund, der ihn für medizinische Zwecke nutzen wollte. Er ließ Aktien ausgeben und errichtete mit dem so gewonnenen Kapital auf dem Werder verschiedene Bauten einer Kaltwasser-Heilanstalt. Dazu zählt das noch heute vorhandene Badehaus. Da die Mündener Bürger zu wenig Aktien zeichneten, wurde das Projekt 1843 beendet.
In den 1840er und 1850er Jahren wurde Münden zum Sammelpunkt für Auswanderer, die vorwiegend in die USA gingen. Sie wurden auf dem Doktorwerder auf Raddampfern eingeschifft und fuhren in zwei Tagen bis Bremen. Bis 1856 waren dies rund 57.000 Personen.
Um 1876 übernahm der Fiskus den Werder aus Privatbesitz und ließ auf ihm eine Schleuse zur Belebung der Schifffahrt auf der Werra errichten. In der Folge wurde 1881 das Schlösschen des Werders verkauft und abtransportiert. Die Insel war nicht mehr öffentlich zugänglich, da es sich um Betriebsgelände der Schleuse handelte. Dies änderte sich erst im 20. Jahrhundert, als der Doktorwerder anfangs nur im Sommer für den Fremdenverkehr geöffnet wurde.
Das 1808 erbaute Borkenhaus wurden von seinen Nachbesitzern für jeweils andere Zwecke genutzt, zum Beispiel als Gartencafé. Heute dient es dem Wasserstraßen- und Schifffahrtsamt Hann. Münden zeitweise als Aufenthaltsraum.

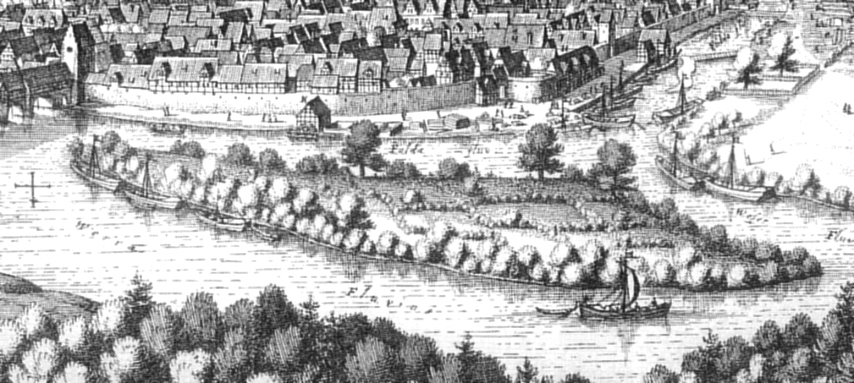
Darstellung des Doktorwerders durch Merian um 1654 (Ausschnitt)
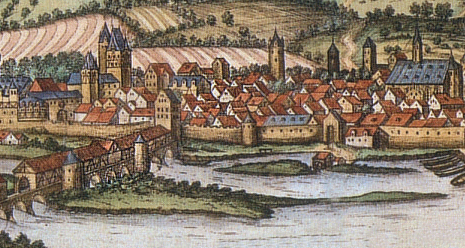
Unrealistische Darstellung des Doktorwerders (Mitte) an der Alten Werrabrücke auf einem Kupferstich von Frans Hogenberg, 1584 (Ausschnitt)
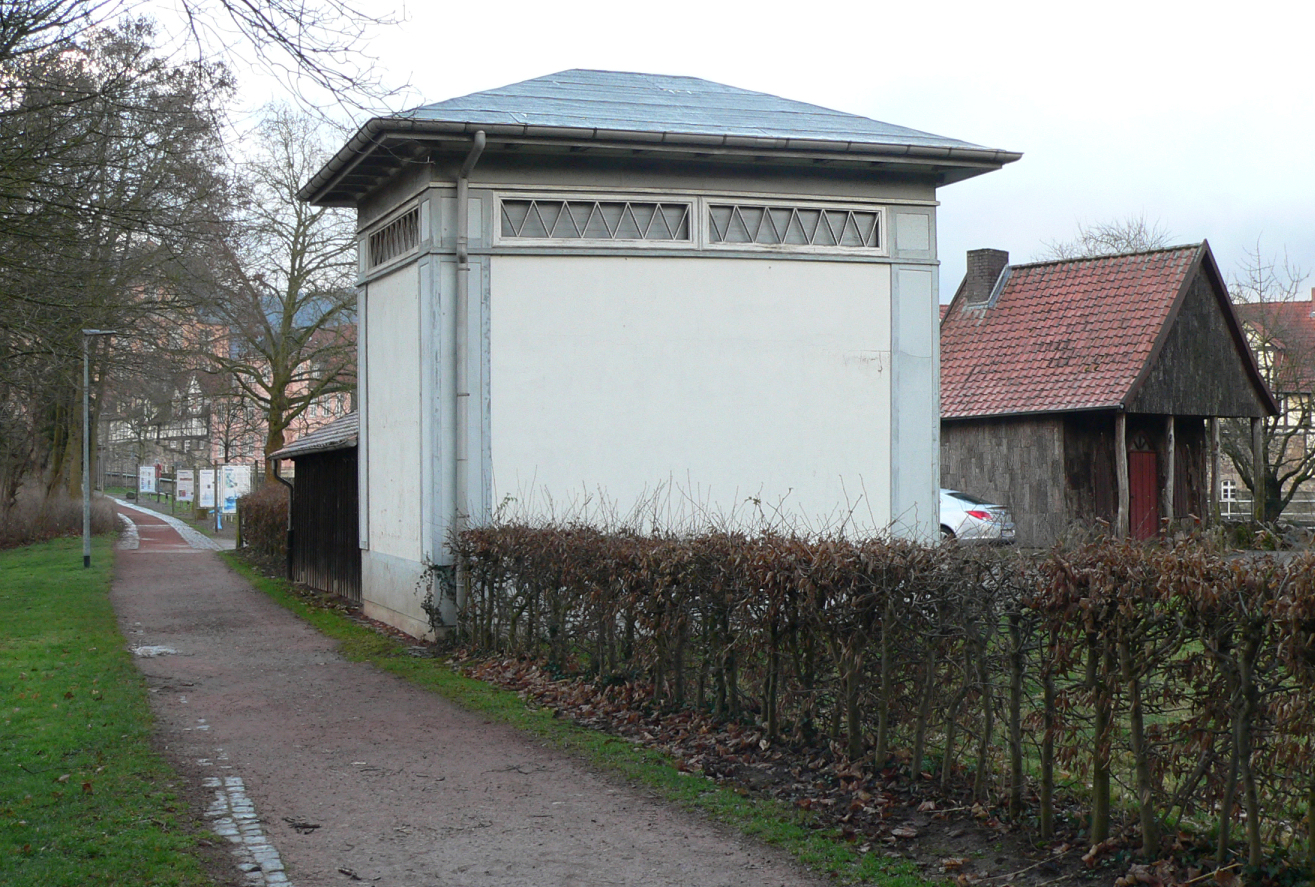
Das um 1842 errichtete Badehaus der geplanten Kaltwasser-Heilanstalt
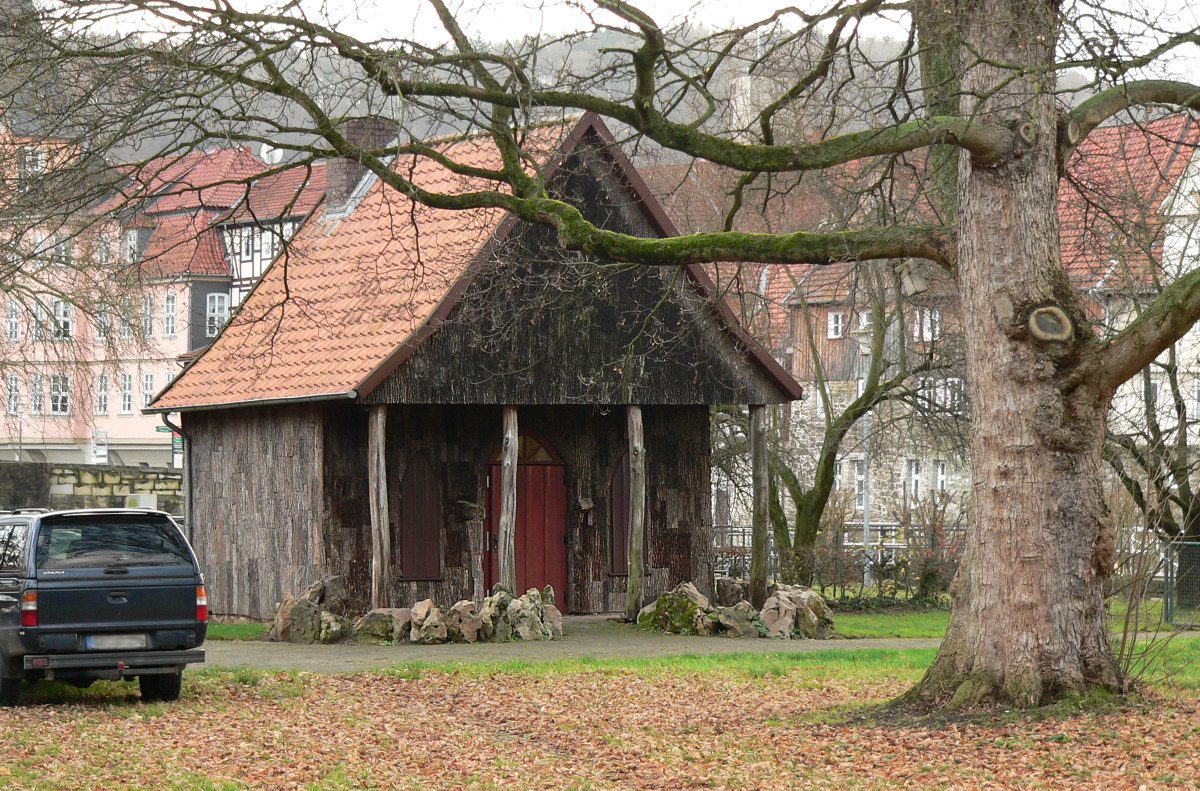
Das Borkenhaus von 1808
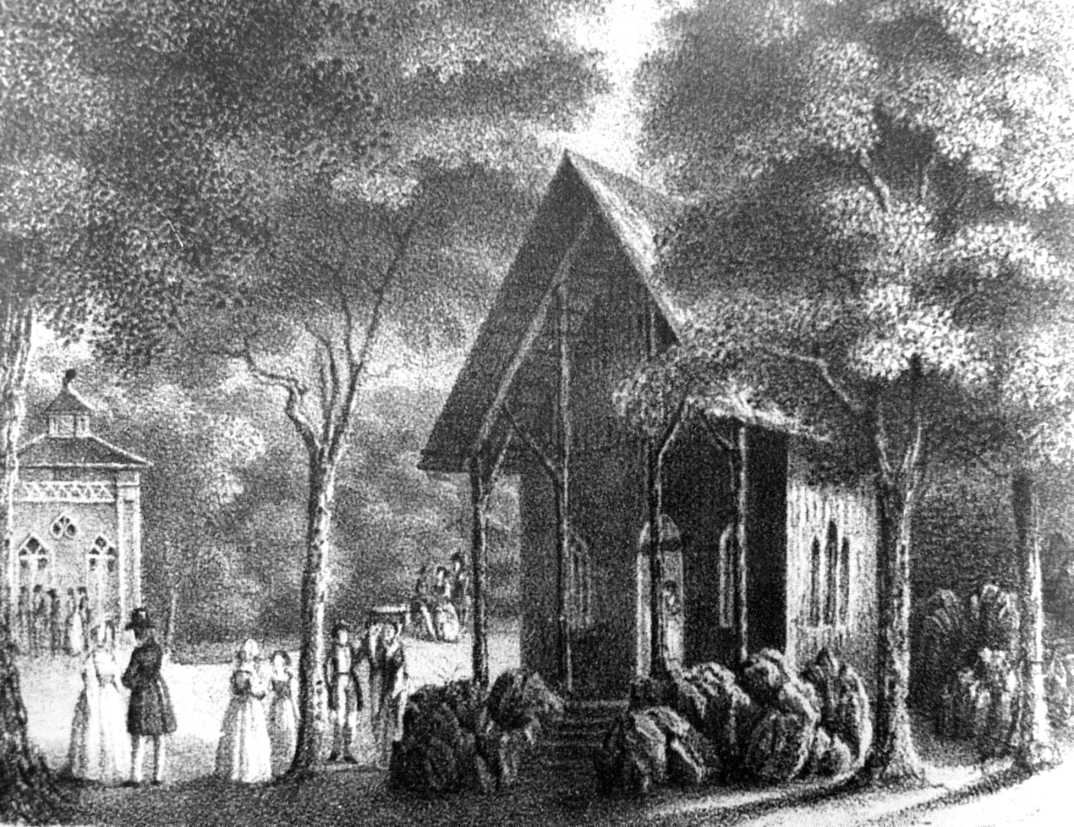
Links das Badehaus, rechts das Borkenhaus, um 1850